# Жако из Нанта
«Жако из Нанта» (фр. Jacquot de Nantes) — кинофильм французского режиссёра Аньес Варда, вышедший на экраны в 1991 году.
Через год после преждевременной смерти её мужа, кинорежиссёра Жака Деми, Варда поставила биографическую драму, основанную на воспоминаниях самого Деми. Особое внимание в картине уделено ранним годам жизни Деми и его становлению как художника. Постановочные разделы фильма о его жизни в Нанте военного времени сочетаются с фрагментами из его фильмов и краткими документальными вставками с участием смертельного больного Деми. Фильм плавно перетекает из черно-белого в цветной с использованием ярких цветов текниколора 1960-х годов, в котором сделаны многие фильмы Деми, включая знаменитые «Шербургские зонтики». На различных этапах жизни Деми играют актеры Филипп Марон, Эдуар Жобо и Лоран Моннье.
В 1991 году фильм был включен в конкурсную программу Каннского кинофестиваля.

## Сюжет
Действие картины начинается в Нанте в конце 1930-х годов. Юный Жако Деми живёт в счастливой семье, его отец владеет автомастерской, а мать работает парикмахером. Вся семья любит петь и ходить в кино. В 1937 году, посмотрев «Белоснежку», 6-летний Жако навсегда влюбляется в кино. Значительная часть действия фильма происходит в первой половине 1940-х годов, когда Франция была оккупирована немецкой армией, но, к счастью для семьи Деми, несчастья военного времени во многом обошли её стороной. Жако стал увлекаться самыми разными кинематографическими профессиями — пытался ставить декорации и свет, работать с актерами. Наиболее забавные и трогательные сцены рассказывают о том, как Жако купил камеру и стал снимать свои первые фильмы, и о том, как на чердаке собственного дома в картонной коробке пытался ставить кукольную анимацию. Действие картины завершается в конце 1940-х годов, когда Жако вопреки воле своего отца, желавшего, чтобы сын получил надежную профессию механика, уехал из дома и поступил в парижскую киношколу.

## В ролях
- Филипп Марон — Жако 1
- Эдуар Жобо — Жако 2
- Лоран Монье — Жако 3
- Брижит Де Виллепо — Марилу, мать
- Даниель Дюбле — Раймон, отец
- Клеман Делярош — Ивон 1
- Роди Аверти — Ивон 2
- Элен Пор — Рейн 1
- Мари-Сидони Бенуас — Рейн 2
- Жереми Бернар — Янник 1
- Седрик Мишо — Янник 2
- Жюльен Митар — Рене 1
- Жереми Баде — Рене 2
- Гийом Наво — Кузен Жеэль